# Enduro

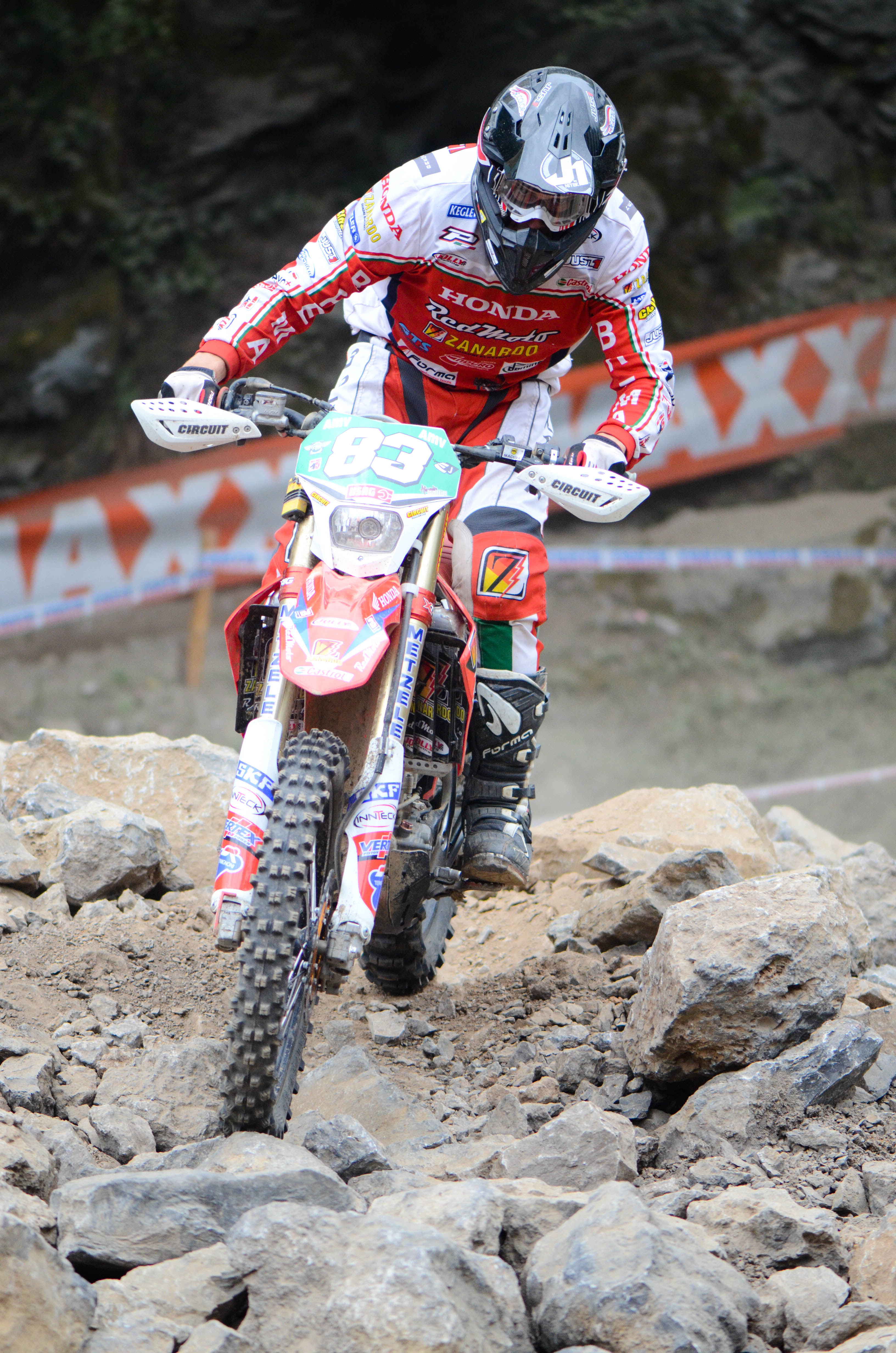
Alessandro Battig lors du GP en 2015.

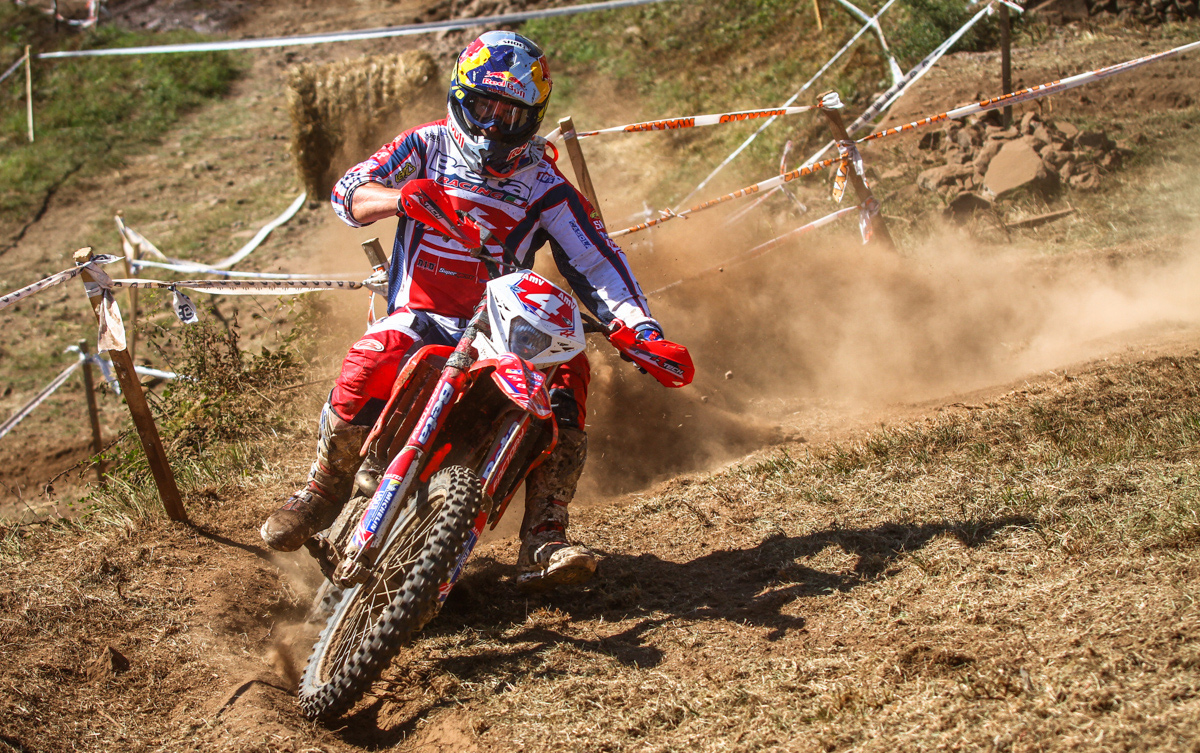
Johnny Aubert lors de la finale du championnat du monde d'enduro 2014 à Brioude.

Pour les articles homonymes, voir Enduro (homonymie).
L'enduro est une discipline de compétition de moto tout-terrain. Comme pour le rallye automobile, l'épreuve se compose d'un parcours à réaliser dans un temps imparti, généralement sur des chemins ouverts à la circulation, appelés « liaisons », et des secteurs chronométrés, appelés « spéciales ». Cette discipline a longtemps été appelée « régularité », avant de prendre le nom actuel d'« enduro », synonyme d'endurance. C'est une des plus anciennes épreuves du sport motocycliste et la plus ancienne discipline tout-terrain, les premiers Concours International des Six Jours d'Enduro s'étant déroulés en 1913.

## Généralités
L'enduro est un sport motorisé tout-terrain, qui se pratique sur une moto immatriculée et homologuée, conçue à cet effet. Le pilote doit posséder un permis de conduire ainsi qu'une assurance car évoluant sur des chemins ouverts à la circulation en devant respecter le code de la route. 
Les parcours des épreuves, ponctués de contrôles horaires (CH) et de contrôle de passage (CP), sont tracés sous forme de boucles, à parcourir plusieurs fois, et alternent entre chemins roulants et passages accidentés plus techniques, dits « de franchissement », afin de mettre à contribution la résistance des hommes et la fiabilité des machines, le but étant pour chaque pilote de rejoindre les contrôles horaires dans le temps imparti, sous peine de pénalité, qu'il soit en avance, ou en retard. Et, pour départager tous les pilotes ayant « pointé » dans l'horaire, des épreuves chronométrées (nommées spéciales) ponctuent également le parcours. 
Les concurrents s'y élancent alors, un par un, dans le but de réaliser la meilleure performance possible, face au chronomètre. 
Les pilotes sont aussi soumis à un certain nombre de règles strictes, comme l'interdiction d'échanger de moteur, de roues et d'échappement, et selon les épreuves, sont souvent obligés d'effectuer leur mécanique, comme le changement de pneumatiques, eux-mêmes, sous peine de pénalités horaires ou d'exclusion. Les épreuves se déroulent généralement sur un ou deux jours, le vainqueur étant le pilote cumulant le moins de temps final.
Chaque pilote est classé dans une catégorie suivant la cylindrée de sa moto, afin de garantir que des machines de puissance équivalente concourent ensemble. Au-delà de la cylindrée, on établit en France un classement « Élite » pour les meilleurs pilotes, puis « Nationaux », « Juniors », « Vétérans » et « Féminin ». Depuis quelques années, une catégorie Vintage regroupe les motos dont l'année de production précède 1986. On y retrouve alors principalement des machines équipées de suspensions à double amortisseurs, moteur à refroidissement à air et freinage à tambours.
Le jeu vidéo de Yu Suzuki, Enduro Racer (1986, Sega) est dédié aux courses d'Enduro.   
| Catégories                  | 2-temps           | 4-temps           |
| --------------------------- | ----------------- | ----------------- |
| 50 cm3                      | 50 cm3            | 50 cm3            |
| Élite E1 / Nationaux Nat1   | 125 cm3           | 250 cm3           |
| Élite E2 / Nationaux Nat2   | 250 cm3           | 450 cm3           |
| Élite E3 / Nationaux Nat3   | 300 cm3           | > 450 cm3         |
| Junior / Féminin / Vétérans | toutes cylindrées | toutes cylindrées |
| Espoirs                     | 125 cm3           | aucune            |

## Épreuves
Les épreuves phares sont :

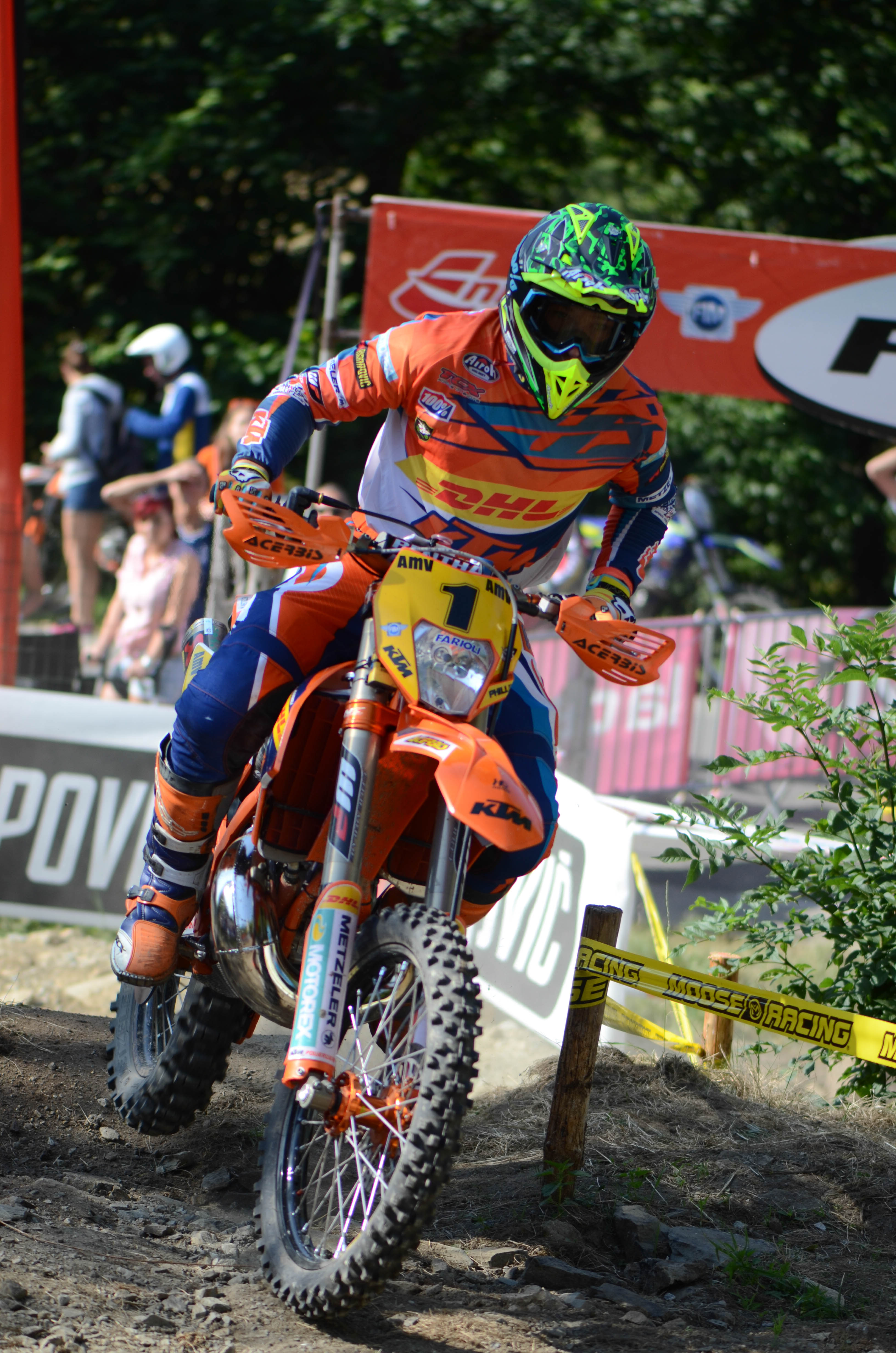
Matthew Phillips lors du GP en 2015.

- le championnat du monde, couru sous un format de Grand Prix sur un week-end, avec une dizaine de GP par an, dans divers pays. Depuis 2004, il est appelé « Enduro World Championship (en) » (EWC). Depuis 2016, une catégorie EnduroGP regroupant les meilleurs pilotes mondiaux a vu le jour ;
- les ISDE (International Six Days Enduro, appelés « Les 6 Jours » par les Français), courus sur une semaine dans un pays donné. Ils sont disputés par nation, c’est-à-dire que l'on cumule les résultats des cinq meilleurs membres sur six de l'équipe Trophée et trois sur quatre pour l'équipe Junior. Depuis 2017, seuls quatre pilotes composent les équipes Élite ;
- les championnats nationaux (les grandes nations de l'enduro : Italie, France, Espagne, Finlande, Suède, Belgique, etc.) ;
- les épreuves dites « classiques » qui accueillent un grand nombre de participants de tous niveaux (Trèfle lozérien, Val de Lorraine Classic, Aveyronnaise Classic, Rand'Auvergne, Endurose, Endurock', Grappe de Cyrano, Coupe des Couples, En'Duo du Limousin, etc.) ;
- le célèbre Enduro du Touquet, devenu Enduropale, qui se déroule dans les dunes, n'est pas à proprement parler un enduro mais plutôt un mélange de motocross et d'endurance tout-terrain ;
- anciennement la Gilles Lalay Classic, course dite « la plus dure au monde », qui se déroulait en France dans le Limousin à Peyrat-le-Château. D'autres pays ont leur enduro extrême dit « Hard Enduro » comme la November Käsan en Suède, la Hell's Gate en Italie, la Romaniacs en Roumanie, le Roof of Africa au Lesotho. Le FIM Hard Enduro World Championship (en) est organisé depuis 2021.

## La moto d'enduro

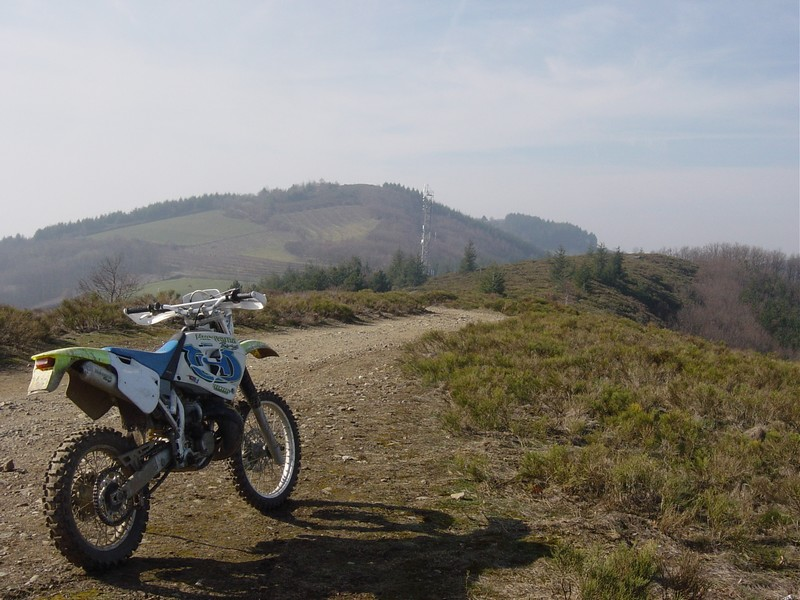
Une Husqvarna 250 WR de 1996.

Par extension, les « enduros » sont des motos destinées à la pratique de cette discipline. Elles sont proches, dans les grandes lignes, des motos de cross, mais avec une homologation, une immatriculation et des équipements, tels l'éclairage, qui les autorisent à rouler sur routes ouvertes si elles sont assurées. Les suspensions sont en général plus souples qu'en cross, puisque l'on rencontre moins de gros chocs mais avec un grand besoin d'adhérence. Le moteur est également plus souple et moins puissant, avec une boîte de vitesses étagée différemment, avec un premier rapport court pour le franchissement et un dernier long pour la vitesse de pointe.
La suspension a un débattement de près de 300 mm, la motorisation fait généralement appel à un monocylindre à refroidissement liquide, soit 2-temps, de 125 à 300 cm3, soit 4-temps de 250 à 650 cm3. Les moteurs bicylindres n'ont été que très rarement utilisés, à l'exception des flat-twins BMW dans les années 1970 jusqu'au début 1980, ou les récentes Aprilia RXV. Les BMW HP2 enduro, KTM 950 super enduro R, KTM 690 Enduro et Husqvarna 701 Enduro sont plus apparentées à des motos de trail qu'à de réelles motos d'enduro.